# Чувашско-Тимяшское сельское поселение
Чувашско-Тимяшское се́льское поселе́ние — муниципальное образование в Ибресинском районе Чувашии Российской Федерации.
Административный центр — село Чувашские Тимяши.

## История
Статус и границы сельского поселения установлены Законом Чувашской Республики от 24 ноября 2004 года № 37 «Об установлении границ муниципальных образований Чувашской Республики и наделении их статусом городского, сельского поселения, муниципального района и городского округа».
Планируется, что через поселение пройдёт платная автомагистраль М12 «Восток» Москва — Казань — Екатеринбург

## Население
| 2010  | 2012  | 2013  | 2014  | 2015  | 2016  | 2017  |
| ----- | ----- | ----- | ----- | ----- | ----- | ----- |
| 1772  | ↘1730 | ↘1710 | ↘1663 | ↘1624 | ↘1583 | ↘1528 |
| 2018  | 2019  | 2020  | 2021  |       |       |       |
| ↗1530 | ↘1468 | ↘1438 | ↘1402 |       |       |       |

## Состав сельского поселения
| № | Населённый пункт | Тип населённого пункта       | Население |
| - | ---------------- | ---------------------------- | --------- |
| 1 | Верхнее Кляшево  | деревня                      | →247      |
| 2 | Нижнее Кляшево   | деревня                      | →210      |
| 3 | Русские Тимяши   | деревня                      | →154      |
| 4 | Хомбусь-Батырево | село                         | →311      |
| 5 | Чувашские Тимяши | село, административный центр | →850      |